# Led Zeppelin Box Set II
Led Zeppelin Box Set II är en box med 32 Led Zeppelin-låtar. Utgavs 21 september 1993. Boxen innehåller två CD med de Led Zeppelin-låtarna som inte fanns med i Led Zeppelin Box Set samt en tidigare outgiven låt, "Baby Come On Home".

## Låtar på albumen

### Cd 1
1. "Good Times Bad Times"
2. "We're Gonna Groove"
3. "Night Flight"
4. "That's the Way"
5. "Baby Come On Home" (Tidigare outgiven)
6. "The Lemon Song"
7. "You Shook Me"
8. "Boogie with Stu"
9. "Bron-Yr-Aur"
10. "Down by the Seaside"
11. "Out On the Tiles"
12. "Black Mountain Side"
13. "Moby Dick"
14. "Sick Again"
15. "Hot Dog"
16. "Carouselambra"

### Cd 2
1. "South Bound Saurez"
2. "Walter's Walk"
3. "Darlene"
4. "Black Country Woman"
5. "How Many More Times"
6. "The Rover"
7. "Four Sticks"
8. "Hats Off to (Roy) Harper"
9. "I Can't Quit You Baby"
10. "Hots on for Nowhere"
11. "Living Loving Maid (She's Just a Woman)"
12. "Royal Orleans"
13. "Bonzo's Montreux"
14. "The Crunge"
15. "Bring It On Home"
16. "Tea for One"